# 鹿麻産駅

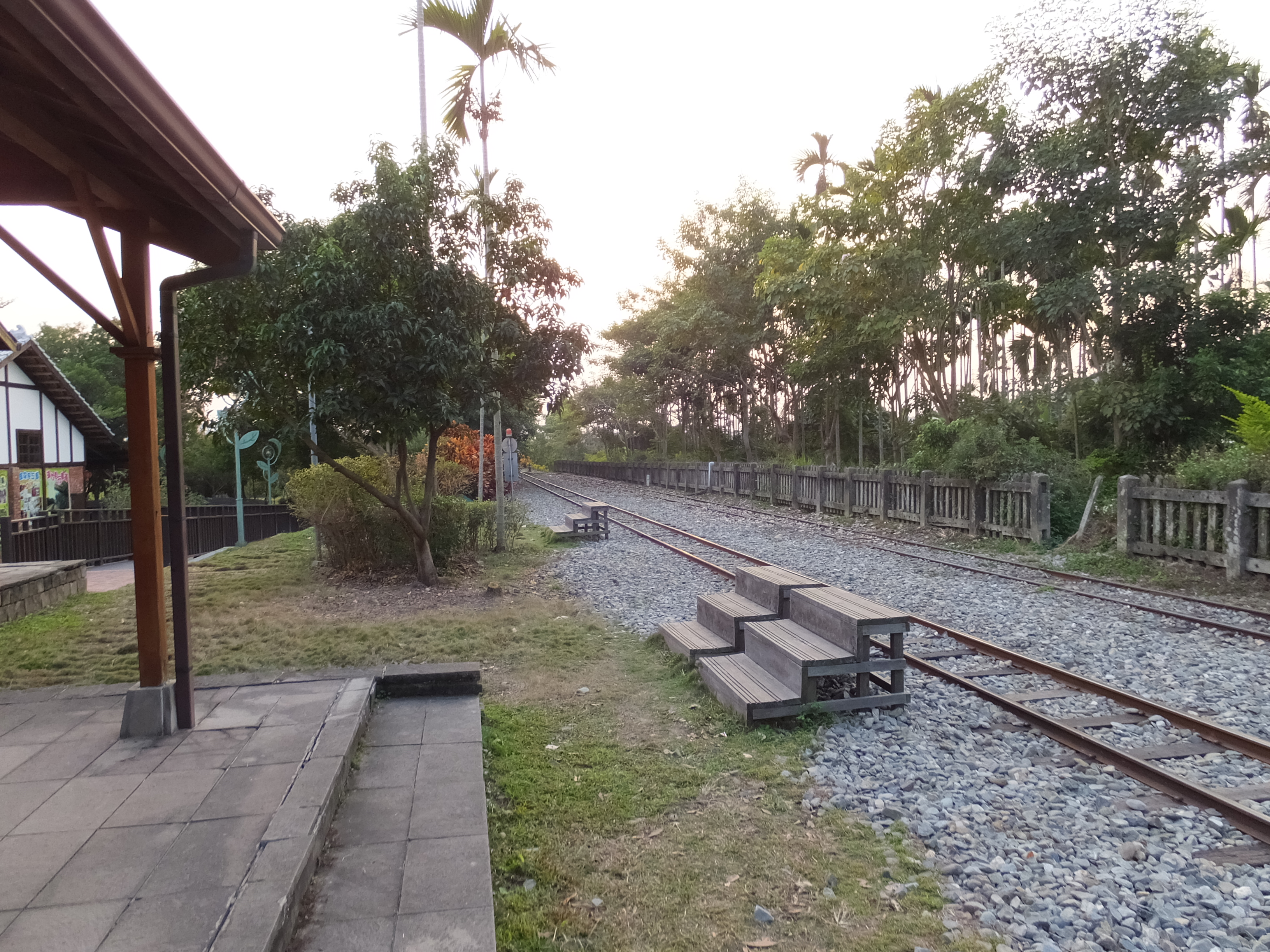
駅構内

鹿麻産駅（ろくまさんえき）は、台湾嘉義県竹崎郷にある阿里山森林鉄路阿里山線の駅。標高82メートルの無人駅で、一度廃止されたが、2004年に800万台湾ドルを投じて往時の木造駅舎が復元された。2007年から檜木列車による特別臨時列車や、それを用いた団体列車が停車するようになった。

## 歴史
- 1910年10月1日 - 「鹿蔴産」駅として開業[2]。
- 1920年10月1日 - 「鹿麻産」に改称[3]
- 1982年11月 - 旅客扱い停止[4]。
- 1984年 - 廃止
- 2004年12月 - 開業当時の様式で駅舎が復元される[4]。
- 2006年4月 - 駅長宿舎が復元される。
- 2007年7月15日 - 檜木列車の運行開始に伴い[5]、臨時駅として復活[6]。
- 2008年3月 - 檜木列車の定期停車がなくなる[4]。
- 2019年4月16日 - 定期列車の一部停車を再開[4]。

### 駅名の由来
明朝末期にイギリス、オランダ、スペインなどの西欧列強が入植し、平野部を追われた原住民のツォウ族がこの近辺でニホンジカの亜種であるタイワンジカ（梅花鹿）の養鹿場を営むようになった。そして丘陵地帯から見下ろしときの風景が鹿の大群に満ちたものであったことから、大群が密集した状態を意味する漢語の「密密麻麻」と合わせて「鹿麻産」と呼ばれるようになった。鹿に資源的価値を見出した西欧諸国、とりわけ鹿皮の貿易で巨万の利益を稼いだオランダ東インド会社の乱獲で絶滅が危惧されたが、鄭成功の尽力で西欧諸国を撃退したことで一旦は絶滅を免れた。今日では鹿は棲息していないが、地名は日治時代を通して約400年間続いており、戦後の国民党政府が村名を鹿満村と改めた後も駅名として残った。

## 駅構造
副本線1線をもち、ステップ式の簡易な仮設台のみ備えている地上駅。

## 駅周辺
- 鹿満煙楼(中国語：鹿滿菸樓) - かつての名産品だったタバコを乾燥させる建物で2014年に修復された[8]
- 満竹自転車道（竹崎駅付近までを結んでいる）
- 嘉義県鹿満国民小学
- 台中栄民総医院鹿満分院
- 嘉義県警察局竹崎分局鹿満派出所

## バス
| 系統  | 事業者       | 区間                 | 備考                                         |
| ----- | ------------ | -------------------- | -------------------------------------------- |
| 7312  | 嘉義県公車処 | 嘉義 - 渓心寮        |                                              |
| 7313  | 嘉義県公車処 | 嘉義 - 松脚 - 渓心寮 |                                              |
| 7321  | 嘉義県公車処 | 嘉義 - 松脚          | 一部の便は竹崎高中、嘉義市学区まで延伸運行。 |
| 7323A | 嘉義県公車処 | 嘉義 - 竹崎 - 梅山   | 内埔まで延伸運行。                           |
| 7323B | 嘉義県公車処 | 嘉義 - 竹崎 - 梅山   | 竹崎高中まで延伸運行。                       |

## 隣の駅
阿里山森林鉄路
■阿里山線
北門駅 - 鹿麻産駅 - 竹崎駅